# 22 (число)
22 (двадцать два) — натуральное число, расположенное между числами 21 и 23.

## В математике
- Четвёртое пятиугольное число. ↓12, ↑35
- 13-е двузначное число
- 12-е чётное число
- 13-е составное число
- 13-е плоское число
- 2-е число Смита
- 4-е число Шрёдера
- Сумма и произведение цифр этого числа — 4.
- Квадрат числа 22 — 484
- Куб числа 22 — 10 648
- Наименьшее число, которое можно представить в виде суммы двух простых чисел тремя разными способами, с точностью до порядка слагаемых (3+19, 5+17, 11+11). ↓10, ↑34
- 222 = 4 194 304
- 22 — число способов, которыми число 8 представляется в виде суммы целых неотрицательных чисел.
- Длина десятичной записи факториала числа 22 равна 22[1][2].